# Parapallene arnaudae
Parapallene arnaudae is een zeespin uit de familie Callipallenidae. De soort behoort tot het geslacht Parapallene. Parapallene arnaudae werd in 1991 voor het eerst wetenschappelijk beschreven door Stock. 